# Akademiska kapellet
Den här artikeln handlar om orkestern i Lund. Se Kungliga Akademiska Kapellet för orkestern i Uppsala. För orkestern i Åbo se Akademiska kapellet, Åbo
Akademiska kapellet är en orkester organiserad av Lunds universitet. Den bildades 1745 och är därmed en av de äldsta orkestrarna i landet. Orkestern äger en samling gamla instrument och har en samling gamla originalnoter. Orkestern består numera av amatörmusiker som studerar eller har studerat på Lunds universitet.
Från att ha varit en mindre orkester är Akademiska kapellet numera en komplett symfoniorkester.
Orkestern har sin hemvist i Palaestra et Odeum och orkesterledaren, som är anställd av universitetet, har titeln Director musices.
Orkesterns ursprungliga syfte var att bidra med musik till universitetets olika begivenheter, såsom doktorspromotioner och professorsinstallationer, men numera har orkestern även egna konserter.